# N'Torosso
N'Torosso is een gemeente (commune) in de regio Ségou in Mali. De gemeente telt 10.200 inwoners (2009).
De gemeente bestaat uit de volgende plaatsen:
- N'Torosso Bolokalasso (hoofdplaats)
- N'Torosso Dlesso
- N'Torosso Ngolobougou
- N'Torosso Sebanso
- N'Torosso Sobala
- N'Torosso Sokourani
- Nangoyo
- Sanso
- Samakélé Bogoro
- Samakélé Kawesso
- Samakélé Nouasso
- Samakélé Sobala
- Samakélé Tietieni
- Samakélé Tonfonso
- Samakélé Wotomobougou